# Royal Visit of the Duke and Duchess of Cornwall and York to New Zealand
Royal Visit of the Duke and Duchess of Cornwall and York to New Zealand byl novozélandský němý film z roku 1901. Režisérem byl Joseph Perry (1863–1943). Film trval zhruba 8 minut a v současnosti je považován za ztracený.
Film zachycoval návštěvu vévody a vévodkyně z Yorku (pozdějšího britského krále Jiřího V. a královnu Marii) ve Wellingtonu. Film je považován za jeden z nejstarších novozélandských filmů. Nejstaršími novozélandskými filmy jsou snímky Opening of the Auckland Industrial and Mining Exhibition a The Auckland Cup race at Ellerslie z roku 1898.